# Spilosoma apicistrigata
Spilosoma apicistrigata là một loài bướm đêm thuộc phân họ Arctiinae, họ Erebidae.